# Circus (film, 2000)
Pour les articles homonymes, voir Circus.
Pour plus de détails, voir Fiche technique et Distribution.
Circus est un film britannique réalisé par Rob Walker, sorti en 2000.

## Synopsis
Leo et Lily, deux escrocs, sont partenaires à la fois dans le travail et dans la vie. Lily veut quitter la criminalité et s'installer dans un endroit agréable. Leo est d'accord et estime que d'ici une semaine, ils devraient en avoir assez pour partir pour de bon. Mais tout ne se passe pas comme prévu.

## Fiche technique
- Titre : Circus
- Réalisation : Rob Walker
- Scénario : David Logan
- Musique : Simon Boswell
- Photographie : Ben Seresin
- Montage : Oral Norrie Ottey
- Production : James Gibb et Alan Latham
- Société de production : Circus Pictures et Film Development Corporation
- Pays :  Royaume-Uni et  États-Unis
- Genre : Drame et thriller
- Durée : 95 minutes
- Dates de sortie : 
  -  Royaume-Uni : 5 mai 2000
  -  France : 2 août 2000

## Distribution
- John Hannah (VF : Pierre Tessier) : Leo
- Famke Janssen (VF : Françoise Vallon) : Lily
- Peter Stormare (VF : Marc Alfos) : Julius
- Eddie Izzard (VF : Hubert Drac) : Troy
- Fred Ward (VF : Michel Vigné) : Elmo
- Brian Conley (VF : Gabriel Le Doze) : Bruno
- Tom Lister Jr. (VF : Saïd Amadis) : Moose
- Amanda Donohoe (VF : Dominique Westberg) : Gloria
- Ian Burfield (en) (VF : Jean-Louis Faure) : Caspar
- Michael Attwell (en) (VF : Jean-Pierre Leclerc) : Magnus
- Neil Stuke (en) (VF : Tanguy Goasdoué) : Roscoe
- Jason Watkins : Dom
- Christopher Biggins (en) : Arnie
- Lucy Akhurst (en) : Helen
- Louise Rolfe : Julie
- Steve Toussaint (VF : Cyrille Monge) : Black
- Hinda Hicks (en) : Kelly, la chanteuse de jazz (caméo)

 Source et légende : version française (VF) sur RS Doublage et Doublagissimo

## Accueil
Louis Guichard pour Télérama estime que le film est « vaguement parodique, le scénario accumule les fausses pistes et affiche une complication galopante, mais sans ingéniosité particulière ». Christian Viviani pour Positif décrit le film comme un « thriller ludique, très alambiqué, qui appuie ses clins d'oeil à Quentin Tarantino et à Joel Coen, et est également bien réalisé et bien interprété ».